# Ленинский (Пермский край)
Ленинский — посёлок в Чернушинском районе Пермского края. Входит в состав Калиновского сельского поселения.
Находится примерно в 30 км к северо-востоку от центра города Чернушки.

## История
Основан в 1924 г.

## Население
В 2005 году численность населения составляла 28 человек.
По результатам переписи 2010 года численность населения составила 5 человек, в том числе 4 мужчины и 1 женщина.